# Zucker, Abrahams i Zucker
Zucker, Abrahams i Zucker (skr. ZAZ) – amerykański tercet zajmujący się produkcją filmów, składający się z Jima Abrahamsa i braci Davida i Jerry’ego Zuckera, którzy specjalizowali się w tworzeniu slapstickowych komedii i parodii filmowych w latach 80. XX wieku.

## Historia
David Zucker, Jim Abrahams i Jerry Zucker znali się od młodzieńczych lat, dorastali wspólnie w Shorewood w stanie Wisconsin i uczęszczali do Shorewood High School. Studiując na University of Wisconsin–Madison tercet założył mały teatr w 1971 r. zwany jako The Kentucky Fried Theatre, który był protoplastą skeczowej komedii The Kentucky Fried Movie z 1977.
Następnie trio wydało hit filmowy pt. Czy leci z nami pilot?, który stał się komediowym kamieniem milowym. Później współpracowali ze sobą przy Ściśle tajnym, Bezlitośnych ludziach i Nagiej broni. Wszystkie te produkcje opierały się głównie na parodii, wizualnych gagach i burzeniu czwartej ściany, tworząc kult filmowy wśród fanów.
Tercet rozpadł się w latach 90. XX wieku z powodów finansowych i twórczych, twierdząc, że „było za dużo osób siedzących na tym samym krześle”. Również stwierdzili, że byli niesprawiedliwie traktowani przez wytwórnie produkujące filmy, sądząc, iż po produkcji Bezlitośni ludzie nie udało im się uzyskać jakichkolwiek zysków. Niemniej jednak wciąż utrzymują bliską przyjaźń.
Tercet często współpracował ze scenarzystą Patem Proftem.

## Filmografia
Poniższa tabela przedstawia role członków z tercetu, którzy wyreżyserowali film/serial () lub napisali scenariusz; dodatkowo pokazano udział Pata Profta:
| Filmy/seriale                                        | David Zucker   | Jim Abrahams   | Jerry Zucker   | Pat Proft    |
| ---------------------------------------------------- | -------------- | -------------- | -------------- | ------------ |
| Big John, Little John (1976) (odcinek „Abracadabra”) | (scenariusz)   | (scenariusz)   | (scenariusz)   |              |
| The Kentucky Fried Movie (1977)                      | (scenariusz)   | (scenariusz)   | (scenariusz)   |              |
| Czy leci z nami pilot? (1980)                        | · (scenariusz) | · (scenariusz) | · (scenariusz) |              |
| Police Squad! (1982) (odcinek pilotażowy)            | · (scenariusz) | · (scenariusz) | · (scenariusz) |              |
| Ściśle tajne (1984)                                  | · (scenariusz) | · (scenariusz) | · (scenariusz) |              |
| Bezlitośni ludzie (1986)                             | T              | T              | T              |              |
| Bliźnięta nie do pary (1988)                         |                | T              |                |              |
| Naga broń: Z akt Wydziału Specjalnego (1988)         | · (scenariusz) | (scenariusz)   | (scenariusz)   | (scenariusz) |
| Uwierz w ducha (1990)                                |                |                | T              |              |
| Witaj w domu, Roxy Carmichael (1990)                 |                | T              |                |              |
| Naga broń 2½: Kto obroni prezydenta? (1991)          | · (scenariusz) |                |                | (scenariusz) |
| Hot Shots! (1991)                                    |                | · (scenariusz) |                | (scenariusz) |
| Hot Shots! 2 (1993)                                  |                | · (scenariusz) |                | (scenariusz) |
| For Goodness Sake (1993)                             | · (scenariusz) |                |                |              |
| Naga broń 33⅓: Ostateczna zniewaga (1994             | (scenariusz)   |                |                | (scenariusz) |
| Rycerz króla Artura (1995)                           |                |                | T              |              |
| Zagniewani młodociani (1996)                         | (scenariusz)   |                |                | (scenariusz) |
| Po pierwsze nie szkodzić (1997)                      |                | T              |                |              |
| Mafia! (1998)                                        |                | · (scenariusz) |                |              |
| Bejsbolo-kosz (1998)                                 | · (scenariusz) |                |                |              |
| Wyścig szczurów (2001)                               |                |                | · (scenariusz) |              |
| Córka mojego szefa (2003)                            | T              |                |                |              |
| Straszny film 3 (2003)                               | T              |                |                | (scenariusz) |
| Straszny film 4 (2006)                               | T              | (scenariusz)   |                | (scenariusz) |
| Wielki film (2008)                                   | · (scenariusz) |                |                |              |
| Straszny film 5 (2013)                               | · (scenariusz) |                |                | (scenariusz) |